# Паростальная саркома
Пароста́льная сарко́ма (греч. para около + греч. osteon кость; + саркома) или юкстакортикальная саркома — разновидность остеосаркомы, редкая костеобразующая опухоль (около 4 % всех остеосарком), развивающаяся на поверхности кости, отличающая более длительным и менее злокачественным течением.
Выделена из группы остеогенных сарком в 1951 год Гешиктером и Коуплендом (Ch. F. Geschickter, М. М. Copeland). Встречается редко. С одинаковой частотой поражает мужчин и женщин, преимущественно в возрасте старше 30 лет. Типичной локализацией опухоли является область коленного сустава — на задней поверхности бедренной или большеберцовой кости, что составляет около 70 % случаев. Крайне редко поражаются лопатка, кости позвоночника и таза, черепа, кости кисти и стопы (единичные случаи).

## Патологическая анатомия
Опухоль костной консистенции располагается вне кости, но связана с периостом и подлежащей костью; нередко инкапсулирована, но может прорастать и в окружающие мышцы; на распиле — губчатого строения. Микроскопическое строение паростальной саркомы неоднородно: в одних участках она имеет строение губчатой остеомы с преобладанием зрелой костной ткани, нередко с наличием хондроматозных элементов, в других выражен саркоматозный характер опухоли, приближающей её по строению к веретеноклеточной фибро — или остеосаркоме.

## Прогноз
Прогноз при паростальных саркомах значительно лучше, чем при остеосаркомах. По данным различных авторов, после своевременно произведенной операции живут более 5 лет около половины наблюдавшихся больных.